# ایوان سیمپسون
ایوان سیمپسون (انگلیسی: Ivan Simpson؛ ۸ فوریهٔ ۱۸۷۵ – ۱۲ اکتبر ۱۹۵۱) یک هنرپیشه اهل بریتانیا بود.

## فیلم‌شناسی
- ماجراهای رابین‌هود
- شورش در بونتی
- برداشت محصول تصادفی
- دیزرائیلی
- الهه سبز
- ماه نو
- دیوید کاپرفیلد
- برج لندن
- به دلت بد نیار
- خانه روتشیلت
- کاپیتان بلاد
- ماری آنتوانت
- شاهزاده و گدا
- این زمین مال من است
- شرلوک هولمز
- سوزان دیوانهٔ سرکش